# Luciano Eduardo Joublanc Montaño
Luciano Eduardo del Perpetuo Socorro Joublanc Montaño (* 16. August 1949 in Mexiko-Stadt) ist ein mexikanischer Botschafter.

## Leben
Montaño war vom 19. Februar 1990 bis 24. April 1995 in Budapest akkreditiert und wurde von der Regierung von Ernesto Zedillo Ponce de León 1999 nach Moskau entsandt. Unter der Regierung von Felipe Calderón wurde er zum außerordentlichen und bevollmächtigten Botschafter Mexikos in der Schweiz und im Fürstentum Liechtenstein ernannt, wo er seit 2007 akkreditiert ist.
| Vorgänger                            | Amt                                                 | Nachfolger                  |
| ------------------------------------ | --------------------------------------------------- | --------------------------- |
| José Nemorio Caballero Bazán         | Mexikanischer Geschäftsträger in Budapest 1989–1995 | Margarita González Gamio    |
| José Ángel Abelardo Treviño Martínez | Mexikanischer Geschäftsträger in Moskau 1999–2007   | Alfredo Rogerio Pérez Bravo |
| José Luis A. Montes de Oca Gasca     | Mexikanischer Botschafter in Bern seit 2007         | —                           |